# Seznam chráněných území v okrese Malacky
Toto je seznam chráněných území v okrese Malacky aktuální k roku 2017, ve kterém jsou uvedena chráněná území v oblasti okresu Malacky.
| Kód  | Obrázek                                              | Typ | Název            | Rozloha (ha) | Galerie Commons                                          | Popis území | Souřadnice                       |
| ---- | ---------------------------------------------------- | --- | ---------------- | ------------ | -------------------------------------------------------- | --- | -------------------------------- |
| 2    |                                                      | NPR | Abrod            | 92,0000      |                                                          | |                                  |
| 9    |                                                      | PR  | Bezodné          | 3,4600       |                                                          | |                                  |
| 1225 | Bežnisko                                             | CHA | Bežnisko         | 922,3100     |                                                          | | 48°32′ s. š., 17°14′55″ v. d.    |
| 798  |                                                      | PR  | Bogdalický vrch  | 33,2000      |                                                          | |                                  |
| 886  |                                                      | PP  | Bukovina         | 5,0806       |                                                          | |                                  |
| 1147 | Jeskyně Deravá skala                                 | PP  | Deravá skala     | x            | Kategorie „Deravá skala“ na Wikimedia Commons            | | 48°29′49″ s. š., 17°19′29″ v. d. |
| 1262 |                                                      | CHA | Devínské jezero  | 1 268,9      |                                                          | | 48°17′33″ s. š., 16°55′58″ v. d. |
| 47   |                                                      | NPR | Horný les        | 543,0200     |                                                          | | 48°21′14″ s. š., 16°51′57″ v. d. |
| 1075 |                                                      | CHA | Jazerinky        | 6,8825       |                                                          | |                                  |
| 1013 | Klokoč                                               | PR  | Klokoč           | 21,5900      | Kategorie „Klokoč“ na Wikimedia Commons                  | Vzácný hřebenový komplex v homolských Karpatech s druhově bohatou faunou a flórou na bazických vulkanických horninách | 48°28′21″ s. š., 17°18′42″ v. d. |
| 1192 |                                                      | CHA | Kotlina          | 616,6900     |                                                          | |                                  |
| 84   | Kršlenica                                            | NPR | Kršlenica        | 117,3400     | Kategorie „Kršlenica“ na Wikimedia Commons               | Typická krasová dolina s vyvěračkami, jeskyněmi a povrchovými krasovými jevy, jakož i zachovalá lesní společenstva 4. vegetačního stupně s výskytem chráněných a jiných vzácných druhů rostlin a živočichů.                                                   | 48°30′7″ s. š., 17°19′17″ v. d.  |
| 1184 |                                                      | CHA | Marhecké rybníky | 57,4800      |                                                          | |                                  |
| 1204 |                                                      | CHA | Mešterova lúka   | 133,5000     |                                                          | |                                  |
| 114  |                                                      | PR  | Nové pole        | 6,7738       |                                                          | |                                  |
| 1205 |                                                      | PR  | Orlovské vŕšky   | 206,9200     |                                                          | |                                  |
| 134  | Vrcholová část rezervace se zříceninou hradu Pajštún | PR  | Pod Pajštúnom    | 141,4197     | Kategorie „Pod Pajštúnom“ na Wikimedia Commons           | Lesní společenstva - bukové květnaté lesy, dubohabrové lesy karpatské lipové-javorové sutinové lesy v jejich přirozeném druhovém složení a struktuře a ochrana pionýrských a subpanónskych travinných porostů na karbonátovém substrátu.                      | 48°16′29″ s. š., 17°4′42″ v. d.  |
| 136  | Pohanská                                             | NPR | Pohanská         | 128,9300     | Kategorie „Pohanská_(Malé_Karpaty)“ na Wikimedia Commons | Suchomilné a teplomilné rostlinné a živočišné společenství na vápencích, krasové jevy a významné archeologické naleziště na vědeckovýzkumné, naučné a kulturně-výchovné cíle.                                                                                 | 48°29′20″ s. š., 17°16′12″ v. d. |
| 148  | Roštún                                               | NPR | Roštún           | 333,3100     | Kategorie „Vápenná (Roštún)“ na Wikimedia Commons        | Krasové jevy a zachovalá lesní společenstva Malých Karpat s chráněnými druhy organismů. | 48°27′41″ s. š., 17°16′28″ v. d. |
| 160  | Strmina                                              | PR  | Strmina          | 196,2800     | Kategorie „Strmina“ na Wikimedia Commons                 | Krasové jevy a zachovalá rostlinná a živočišná společenstva Malých Karpat. | 48°16′20″ s. š., 17°7′40″ v. d.  |
| 818  | Šmolzie                                              | PR  | Šmolzie          | 45,5900      |                                                          | | 48°22′58″ s. š., 16°54′41″ v. d. |
| 1264 |                                                      | CHA | Široká           | 203,57       |                                                          | |                                  |
| 1224 |                                                      | CHA | Šranecké piesky  | 987,5900     |                                                          | |                                  |
| 191  | Vysoká                                               | PR  | Vysoká           | 80,5300      | Kategorie „Vysoká (Malé Karpaty)“ na Wikimedia Commons   | Přirozené lesní a skalní společenstva v jižní části Bílých hor v dubovo-bukovém a bukovém vegetačním stupni, v okrajových částech s převahou lipových bučin a lipových javořin, ve vrcholových částech vápnomilné nelesní společenstva skal a skalních puklin | 48°25′8″ s. š., 17°13′12″ v. d.  |

## Zrušená chráněná území
| Kód | Obrázek | Typ | Název     | Rozloha (ha) | Galerie Commons | Popis území | Souřadnice |
| --- | ------- | --- | --------- | ------------ | --------------- | ----------- | ---------- |
| 36  |         | NPR | Dolný les | 186,2600     |                 | Měkký luh   |            |